# John Marks
John Marks (Sydney, 9 dicembre 1952) è un ex tennista australiano.

## Carriera
In carriera ha vinto 7 titoli di doppio. Nei tornei del Grande Slam ha ottenuto il suo miglior risultato raggiungendo la finale nel singolare agli Australian Open nel 1978.

## Statistiche

### Singolare

#### Finali perse (2)
| Numero | Anno             | Torneo                       | Superficie | Avversario in finale | Punteggio          |
| 1.     | 27 dicembre 1975 | New South Wales Open, Sydney | Erba       | Ross Case            | 2–6, 1–6           |
| 2.     | 3 gennaio 1979   | Australian Open, Melbourne   | Erba       | Guillermo Vilas      | 4–6, 4–6, 6–3, 3–6 |

### Doppio

#### Vittorie (7)
| Numero | Anno             | Torneo                           | Superficie  | Compagno       | Avversari in finale                  | Punteggio     |
| 1.     | 27 dicembre 1975 | New South Wales Open, Sydney     | Erba        | Mark Edmondson | Chris Kachel Peter McNamara          | 6–1, 6–1      |
| 2.     | 27 marzo 1977    | Cairo Open, Il Cairo             | Terra rossa | John Bartlett  | Pat Du Pré Chris Lewis               | 7–5, 6–1, 6–3 |
| 3.     | 9 luglio 1977    | Swedish Open, Båstad             | Terra rossa | Mark Edmondson | Jean-Louis Haillet François Jauffret | 6–4, 6–0      |
| 4.     | 20 novembre 1977 | Philippine International, Manila | Cemento     | Chris Kachel   | Mike Cahill Terry Moor               | 4–6, 6–0, 7–6 |
| 5.     | 19 novembre 1978 | Hong Kong Open, Hong Kong        | Cemento     | Mark Edmondson | Hank Pfister Brad Rowe               | 5–7, 7–6, 6–1 |
| 6.     | 15 luglio 1979   | Swiss Open Gstaad, Gstaad        | Terra rossa | Mark Edmondson | Ion Țiriac Guillermo Vilas           | 2–6, 6–1, 6–4 |
| 7.     | 18 novembre 1979 | ATP Taipei, Taipei               | Sintetico   | Mark Edmondson | Pat Du Pré Robert Lutz               | 6–1, 3–6, 6–4 |

### Doppio

#### Finali perse (7)
| Numero | Anno             | Torneo                                  | Superficie  | Compagno       | Avversari in finale                | Punteggio     |
| 1.     | 24 aprile 1976   | ATP Palma, Palma di Majorca             | Terra rossa | Mark Edmondson | John Andrews Colin Dibley          | 6–2, 3–6, 2–6 |
| 2.     | 2 gennaio 1977   | New South Wales Open, Sydney            | Erba        | Mark Edmondson | Kim Warwick Syd Ball               | 3–6, 4–6      |
| 3.     | 27 maggio 1978   | ATP Firenze, Firenze                    | Terra rossa | Mark Edmondson | Corrado Barazzutti Adriano Panatta | 3–6, 7–6, 3–6 |
| 4.     | 22 ottobre 1978  | Australian Indoor Championships, Sydney | Cemento     | Mark Edmondson | John Newcombe Tony Roche           | 4–6, 3–6      |
| 5.     | 19 novembre 1978 | ATP Taipei, Taipei                      | Sintetico   | Mark Edmondson | Sherwood Stewart Butch Walts       | 2–6, 7–6, 6–7 |
| 6.     | 20 maggio 1979   | ATP German Open, Amburgo                | Terra rossa | Mark Edmondson | Jan Kodeš Tomáš Šmíd               | 3–6, 1–6, 6–7 |
| 7.     | 22 luglio 1979   | Swedish Open, Båstad                    | Terra rossa | Mark Edmondson | Heinz Günthardt Bob Hewitt         | 2–6, 2–6      |